# Kiko Campos
Enrique Elías Campos Buchelly, más conocido por su nombre artístico Kiko Campos (Santiago de Chile; 25 de enero de 1950) es un productor discográfico, compositor, actor, personalidad de la televisión y director creativo chileno radicado en México, lugar donde ha desarrollado gran parte de su carrera.

## Biografía
Es hijo del cineasta, actor y compositor Enrique «El Chilote» Campos y hermano de la cantante Mayita Campos. Estuvo casado con la actriz y modelo Gloria Mayo, con quien tuvo dos hijos, los también actores Gloria Aura y Elías Campos. Tuvo dos hijos más, la influencer Nath Campos, el cantante Pablo Campos y en su tercer matrimonio tuvo a la también actriz Lara Campos.
Ha trabajado con diversos artistas como: Alejandro Fernández, Ricky Martin, Thalía, Natalia Lafourcade, Paco de Lucía , Caetano Veloso , Armando Manzanero, Café Tacvba, Jorge Drexler, Rubén Blades, Los Auténticos Decadentes, Gloria Trevi, Camila, Sin Bandera, Reik, Cristian Castro, Carlos Rivera, Morat, Mon Laferte, Javier Camarena, Kalimba, Posdata, Pandora, Timbiriche, Francisco Céspedes, Sasha, entre varios otros; ha recibido varios reconocimientos, entre ellos dos premio Grammy y dos premio Grammy Latino.